# Bataille du chameau
Grande discorde
Batailles
Chameau, Siffin, Nahrawân
La bataille du chameau est l'une des batailles entre les premiers musulmans, opposant le clan des Quraychites à La Mecque aux fidèles d'Ali. Elle a lieu le 9 décembre 656 près de Bassorah.
À l'issue de cette bataille, Ali est vivant et les deux chefs de l'insurrection morts.

## Histoire
L'histoire porte son nom du fait que l'épouse de Mahomet, Aïcha s'est rendu à Bassorah sur dos de chameau. Elle a été sollicitée par Talha Ibn Ubeyd Allah et Zubair Ibn Al 'Awwam afin de se rendre à Al-Koufa pour convaincre le nouveau calife, Ali, de venger le calife 'Othmân, assassiné à Médine. 
Ali étant le calife après l'assassinat de `Othmân.  
Aïcha se rend à Bosra accompagnée de son neveu Orwa Ibn Zubair, Zubair Ibn Al Awwam, Talha et d'autres. Elle se déplace depuis son palanquin (palanquin هودج) posé sur son chameau. 
Arrivés à Bassorah, lieu de rendez-vous avec Ali, des pourparlers ont lieu : il y a urgence à venger le calife 'Othmân. Ali leur fait savoir que c'est aussi son souhait mais que cela est délicat dans l'état actuel des négociations. 
En effet, le verset coranique qui évoque le talion est cité dans la Sourate 17, verset 33 :  
<Et ne tuez point l'âme que Dieu a rendu sacrée, sauf en droit (légitime défense). Quiconque est tué injustement, alors Nous avons donné à son proche parent un POUVOIR (talion), afin que celui-ci ne commette pas d'excès dans le meurtre, car il est déjà assisté (par cette loi) 
(Mou'awiya étant un proche parent d'Othmân, il revendiquera le droit de sang (et non pas le califat comme certaines citations avancent). Cf "Bataille de Siffin"
Le "parti" de Ali joue la carte de l'attente; que les jours passent afin d'entamer les investigations et que les assassins soient punis l'un après l'autre. Sa stratégie n'est pas bien comprise par le camp adverse. 
Quant à Zoubair, il avait décidé de quitter les lieux et la lutte, car Ali lui avait dit : "Ô Zubair, je te le demande solennellement, as-tu déjà entendu le Prophète dire : "...et tu (Zubair) le (Ali) combattra injustement". Zubair répondit : "Oui, j'avais certes oublié!". Retournant sur ses talons, son fils Abdellah Ibn Zubair lui dit : "sommes-nous lâches à ce point? Sommes-nous lâches à ce point?". Il lui répondit : "Les gens savent que je ne suis pas un lâche, mais Ali vient de me rappeler une chose que j'ai entendu du Prophète, et je me suis juré de ne pas le combattre" ("Siyar A'lam Noubala" de l'imam Dhahabi Page 41 et "Al Bidaya Wa Nihaya" d'Ibn Kathir) 
Après un accord pacifique, rendant chaque partie satisfaite (Cf. Ibn Kathir. Livre "Al Bidaya Wa Al Nihaya" البداية و النهاية لابن كثير).  
Le lendemain matin, un groupe de deux mille hommes, non satisfaits de cette décision, lança une offensive à l'aube, dans les dernières ténèbres de la nuit, pour attaquer les deux camps. Tout le monde se réveille en sursaut : dans le camp d'Ali, on crie "Eh ! Cessez ! Eh, cessez !" mais les épées étaient trop bruyantes pour entendre ces appels. 
Aïcha s'écria : "Puisse Dieu maudire les assassins d'Othmân". Son camp cria aussi ce slogan. Lorsque cela arriva aux oreilles d'Ali, il s'écria, lui et son camp : "Puisse Dieu maudire les assassins d'Othmân". 
Beaucoup de morts, dont les compagnons du Prophète : Talha Ibn Ubeyd Allah (qui succomba à une blessure par flèche) et Zubair Ibn Al 'Awwam. Ali les pleurera et prononcera "Seigneur, je n'ai pas voulu cela". 
S'approchant du corps de Talha, il dit : "il me fait mal de te voir ainsi, ô Abou Mohammad, sans vie sous les étoiles du ciel". Puis il dit : "Je me plains à Dieu de ma douleur et de ma peine". ("Tarikh Dimashq" d'Ibn 'Asakir) 
Plus tard, il s'exclama : "Ah! J'aurais aimé mourir il y a vingt ans" ("Ousd Al Ghabah" d'Ibn Al Athir. Tome 3. Page 84) 
Zubair Ibn Al Awwam avait pris la route vers Médine avec son jeune valet. Un homme se nommant "Ibn Jurmuz" alla à leur rencontre dans la vallée des Sibâ' et leur proposa de faire la route avec eux. Zubair accepta. À l'heure de la prière, Zubair fut l'imam. À peine commença-t-il la prière qu'Ibn Jurmuz le tua en le poignardant, et laissa la vie sauve au jeune valet. 
Ibn Jurmuz apporta l'épée de Zubair et son armure. Ali pleura, et en voyant l'épée, il la reconnut et dit : "cette épée a protégé le Prophète à maintes reprises" ("Tabaqat Ibn Saad" 3/105) 
Il dit aussi : "j'ai entendu le Prophète dire : "annoncez la nouvelle à l'assassin du fils de Safiya (Zubair) qu'il aura le feu de l'Enfer" ("Siyar A'lam Noubala" de l'imam Dhahabi Page 41) 
L'assassin Ibn Jurmuz prit la fuite, certains qu'il avait fauté puis s'est donné la mort.  
Il faut savoir que sur cette bataille, beaucoup d'inexactitudes ont été écrites. De nombreuses péripéties sont rapportées par Tabari (puis par quelques orientalistes) que les historiens et spécialistes des chaînes de transmission jugent comme apocryphes. 
Une trentaine d'années avant cela, le Prophète Muhammad avait dit à Ali : "Il y aura quelques divergences entre toi et Aïcha". Ali dit : "J'en serai donc très malheureux". Il reprit : "non, mais quand cela arrivera, fais-la parvenir à son lieu de sécurité" (Rapporté par Ahmed Ibn Hanbal dans son Mousnad. 6/393) 
À la fin des heurts, qui firent des dizaines de morts, Aïcha dit à Ali "Ô Père de Hassan, tu es le maître ; sois clément".
Ali lui dit : "Puisse Dieu te pardonner, mère !" Elle lui répondit : "Puisse Dieu te pardonner pareillement, nous ne voulions pas cela, certes". 
Ali fit appeler Muhammad, fils d'Abu Bakr, et lui ordonna de ramener sa sœur à la ville. 
Aïcha rendit grâces à Allah. Muhammad la ramena à Bassorah et la fit recevoir dans la maison d'Abdallah, fils de Khalaf, le Khozâ`ite, l'un des notables de la ville. `Ali demeura sur le champ de bataille jusqu'à la nuit. Un grand nombre de ses compagnons avaient trouvé la mort.
Puis Ali la fit accompagner vers Médine, honorée et respectée, comme le Prophète Muhammad lui avait ordonné. ("Huqba min Al-târikh. Page 97 à 102)
Après la bataille, `Alî fait enterrer les morts et rassembler tous les objets trouvés sur le champ de bataille pour que les propriétaires puissent reprendre leurs biens.